# Trentino Trasporti
Trentino Trasporti è la società di trasporto pubblico della Provincia autonoma di Trento, che opera altresì come gestore dell'infrastruttura della ferrovia Trento-Malé-Mezzana, dell'aeroporto Caproni e delle elisuperfici sul territorio provinciale.

## La società
L'azienda nasce il 28 novembre 2002 per volontà della giunta di Lorenzo Dellai. Essa incorporò le due società precedenti operanti nel territorio: Atesina, che gestiva il trasporto su gomma in gran parte del Trentino, e Ferrovia Trento-Malé-Mezzana (FTM) che gestiva il trasporto su rotaia e su gomma nelle valli di Non e Sole.
La società è concessionaria del servizio urbano delle città di Trento e di Rovereto, del servizio extraurbano in tutte le valli trentine e della gestione dell'infrastruttura della linea ferroviaria Trento-Malé-Mezzana. Dal 2009, per un periodo di nove anni l'esercizio del servizio ferroviario e del servizio extraurbano è di competenza della società Trentino Trasporti Esercizio. Quest'ultima è una società di capitale interamente pubblico costituita nel marzo 2008 allo scopo di poter accedere alle modalità di affidamento diretto dei servizi di trasporto pubblico locale. È divenuta operativa il 1º gennaio dell'anno seguente ed ha ottenuto in affitto dalla TT il materiale e le infrastrutture necessarie per l'espletamento dei servizi di sua competenza. Dal 2018 ha incorporato la società Aeroporto Gianni Caproni S.p.A. e Trentino Trasporti Esercizio diventando di fatto il gestore unico del trasporto pubblico e delle infrastrutture annesse nella Provincia di Trento.
A partire dal 2024, sono in servizio i bus elettrici "eCitaro", nella linea 17.
Azionisti della società sono la Provincia autonoma di Trento (80,04%) ed il comune di Trento (14,24%) .
Trentino trasporti conta 1318 dipendenti e ha ottenuto il certificato di qualità nella gestione del sistema secondo le norme UNI ISO 9001:2000

## Organizzazione
La sede centrale dell'azienda è a Trento. Nel territorio sono presenti numerose biglietterie, ma per il servizio extraurbano è possibile comperare il titolo di viaggio a bordo del mezzo.

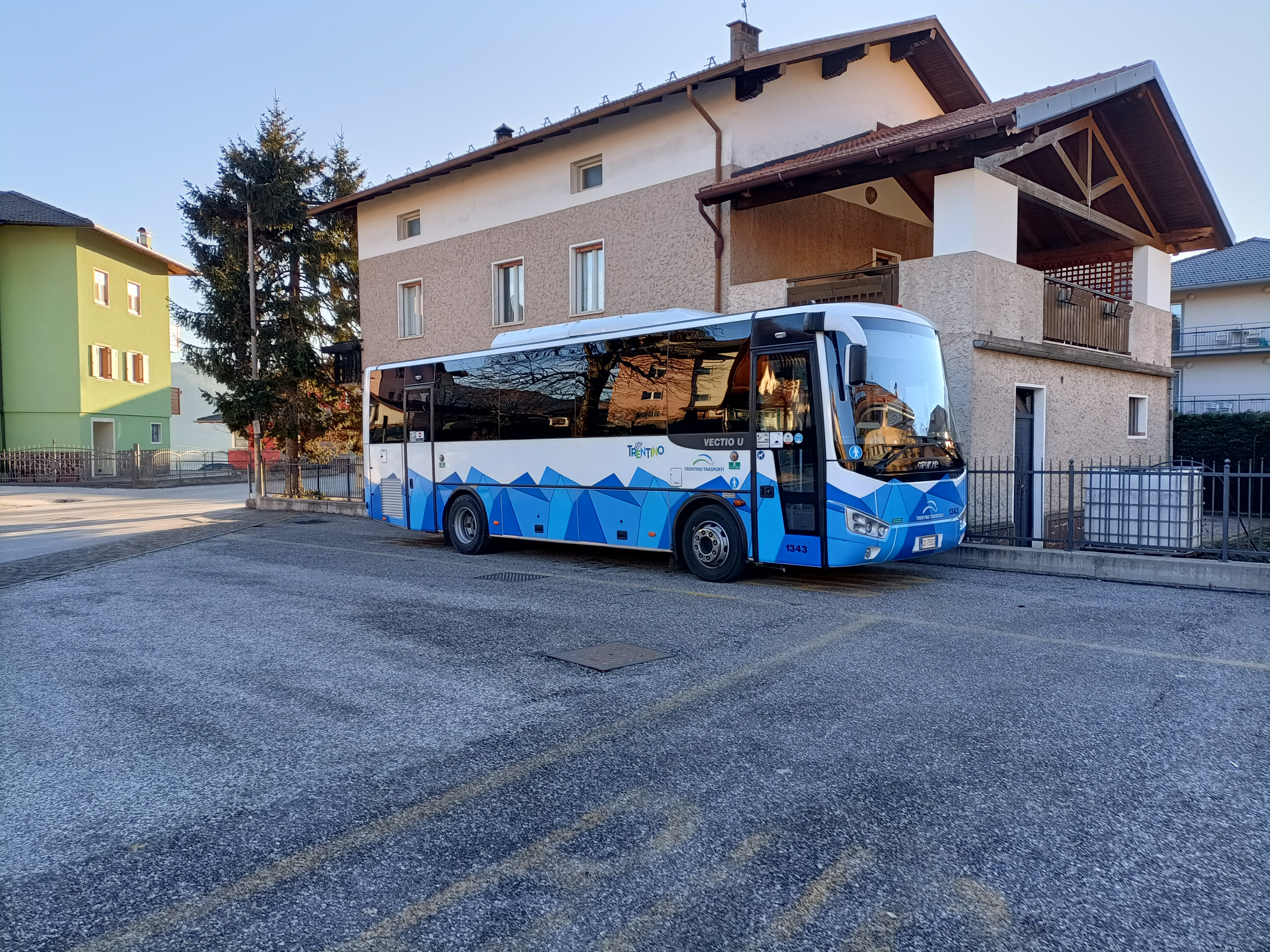
Un Otokar Vectio U a Palù di Giovo.

Per garantire un servizio capillare in tutte le vallate del Trentino, la società si è organizzata in sei diverse aree operative:
- sede di Predazzo: Valli di Fiemme, Fassa e Cembra;
- sedi di Tione e Riva del Garda: Valli Giudicarie, Val Rendena, Valle dei Laghi, Valle del Chiese, Bleggio, Riva del Garda;
- sedi di Trento e Rovereto: Mori, Ala e Avio, Altopiano di Folgaria, Altopiano di Lavarone e Luserna, Vallarsa-Terragnolo, Brentonico, Garniga Terme, Val di Gresta;
- sede di Borgo Valsugana: Valsugana, Tesino, Altopiano di Piné, Valle del Fersina;
- sede di Fiera di Primiero: Primiero, Valle del Vanoi, Sagron Mis, San Martino di Castrozza, Bolzano, area del Feltrino;
- sedi di Lavis, Cles, Fondo e Malé: Piana Rotaliana, Val di Non, Val di Sole, Altopiano della Paganella, divisione ferroviaria.

## Parco mezzi

### Autobus
Trentino Trasporti dispone di 238 autobus urbani e di 496 autobus extraurbani, per un'età media di circa 10 anni.

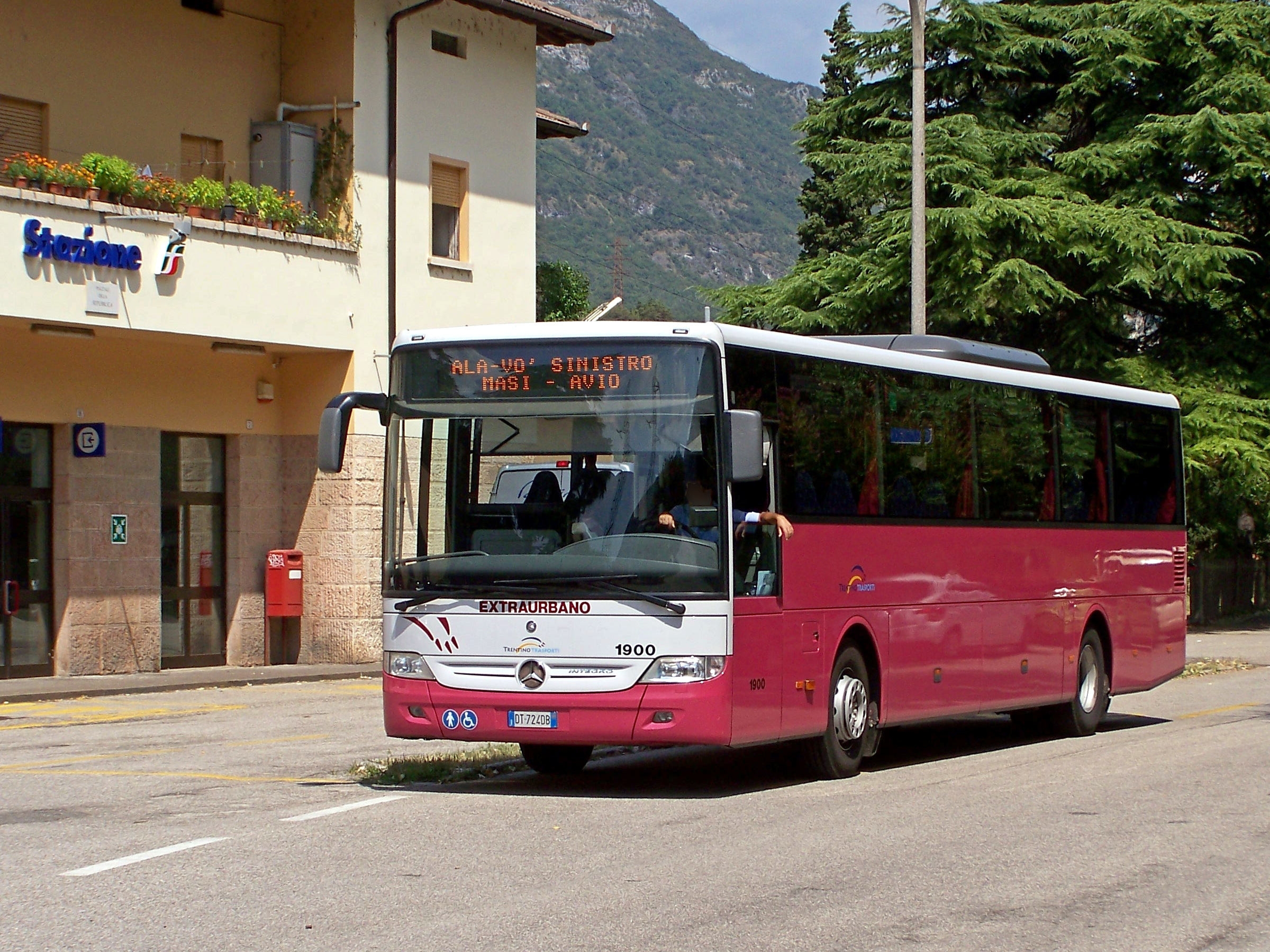
Mercedes Integro in servizio extraurbano.

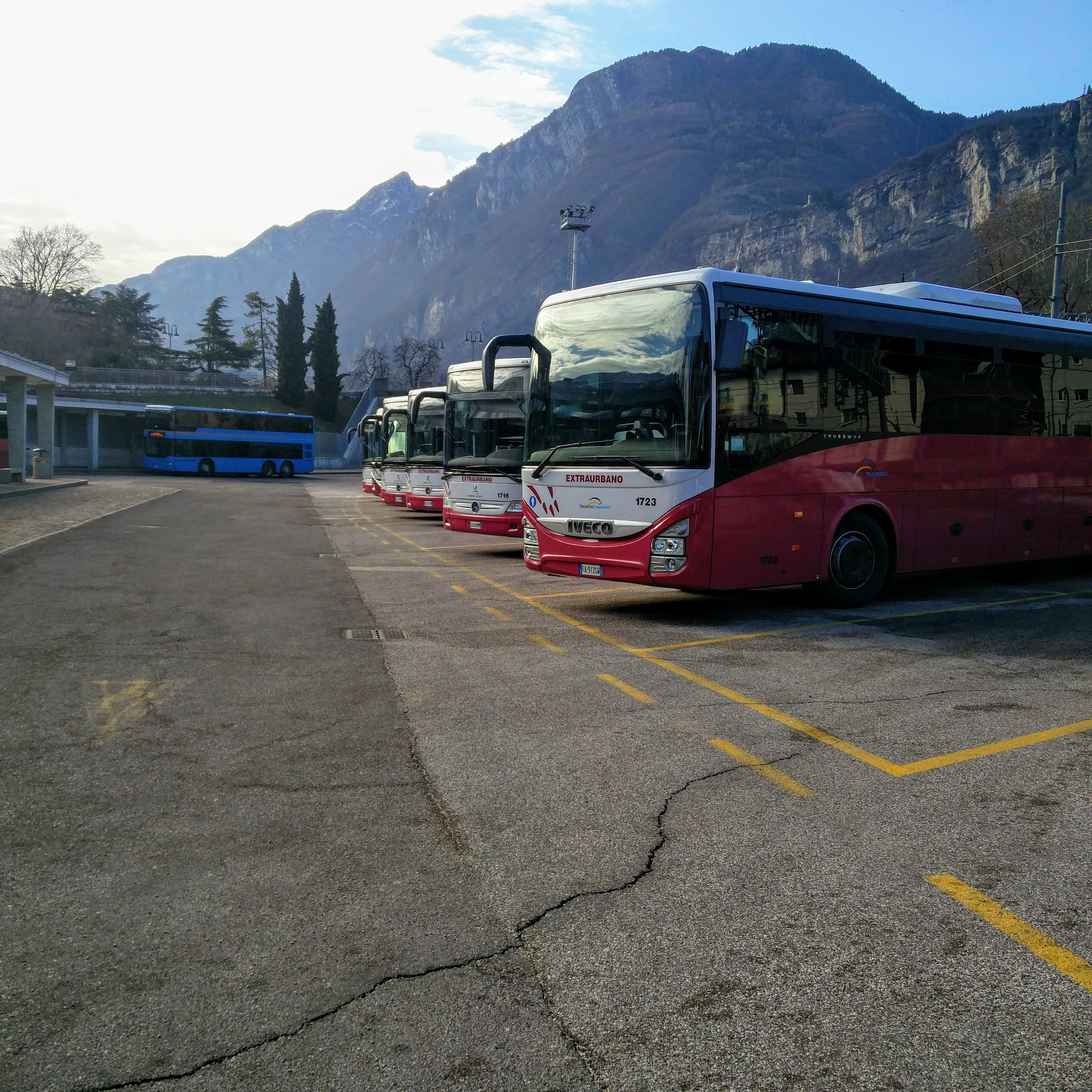
Diversi Iveco Bus Crossway ed altri mezzi parcheggiati all'autostazione di Trento

La flotta extraurbana è formata (al 2024) dai seguenti modelli:
- Irisbus 380 Euroclass (10 e 12 metri)
- Iveco 393 MyWay
- Iveco Evadys
- Irisbus 399 MyWay
- Irisbus Arway (10 e 13 metri)
- Iveco Bus Crossway (10 e 12 metri)
- Mercedes-Benz Integro
- Neoplan PB1 Skyliner
- Neoplan N4426/3
- Setra SG321UL
- Setra S412UL
- Iveco 315 Orlandi Poker
- MAN De Simon IDM55
- Scania De Simon IN3 (in via di dismissione)
- Mercedes Dallavia Tiziano
- Magister "New Car"
- Iveco MMI Thesi
- Otokar Vectio U

Tra i mezzi ormai radiati dal parco si annoverano invece:
- Scania De Simon IL3
- Iveco Dallavia Tiziano
- Dallavia Giotto
- Iveco 370, in varie versioni e carrozzerie
- Iveco 380 Euroclass
- Mercedes-Benz O404 RH

Dal 12 giugno 2024 la linea 17 è svolta esclusivamente da mezzi elettrici.
La flotta urbana è composta dai seguenti modelli:
- Iveco CityClass metano e diesel
- Autodromo Man NG313
- BredaMenarinibus Monocar 231
- BredaMenarinibus Vivacity
- Scania Omnicity
- Scania Citywide metano
- Van Hool A 330 Hybrid

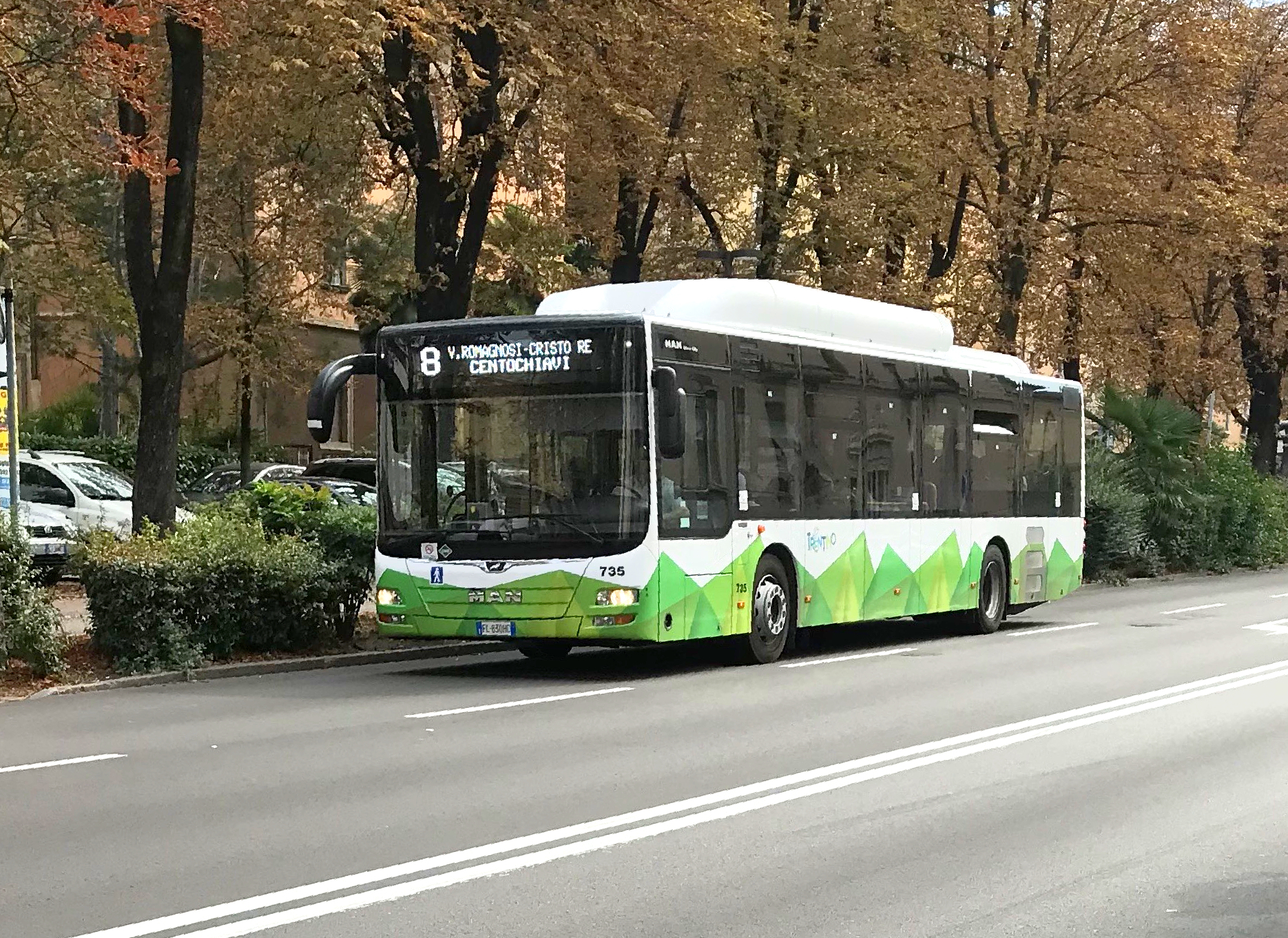
MAN Lion's City in servizio urbano a Trento.

- Man Lion's City ibridi, a metano e a diesel autosnodati
- Otokar Kent C
- Otokar Vectio C
- Mercedes Benz eCitaro, eCitaro G
- Iveco MMI Thesi (per la linea G)

### Materiale rotabile

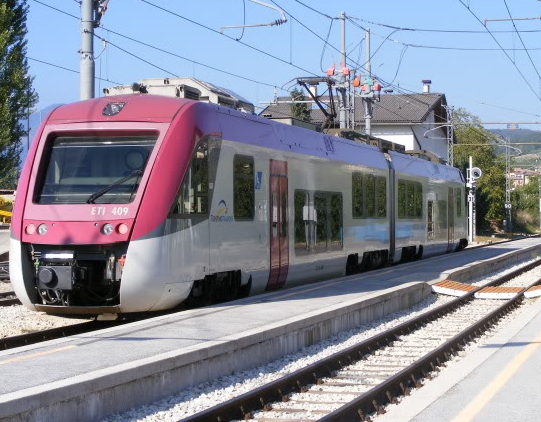
Elettrotreno ETI 400

#### Ferrovia Trento-Malé-Mezzana
- 14 elettrotreni Alstom ETI 8/8 serie 400, a scartamento metrico
- 4 elettrotreni FiReMa E86 immatricolati come ET 15÷18, a scartamento metrico

#### Ferrovia della Valsugana e Ferrovia del Brennero
- 10 Minuetto Alstom ALn 501 601÷610 - MDTn 01÷10 a trazione Diesel, a scartamento 1.435 mm[8] poi gestiti direttamente da Trentino Trasporti[9], in servizio sulla ferrovia Trento-Borgo Valsugana-Bassano del Grappa e sulla ferrovia del Brennero nel tratto Trento-Rovereto
- 2 Stadler FLIRT ETR 170, numerati 109 e 110 a scartamento 1.435 mm, in servizio sulla ferrovia del Brennero e sulla ferrovia della Merano - Bolzano.
- 6 Alstom Coradia Meridian ETR526 "Jazz", numerati 013 , 014, 015, 016, 017 , 018 a scartamento 1.435, in servizio sulla ferrovia del Brennero e sulla ferrovia Merano - Bolzano.

## Linee urbane
A Trento, Rovereto, Alto Garda (Arco e Riva del Garda) e Pergine Valsugana le linee urbane sono riconoscibili da lettere e numeri:
- Trento: dal numero 1 al 19 (18 non attivo) e le lettere A, C[11], G[11], M[11], N[11], P[11], CM[11], oltre alla linea 5/ (per il Polo Scientifico Fabio Ferrari dell'Università di Trento).
- Rovereto: dal numero 1 al 7, dalle lettere A, B, P, S, V (per le ultime tre linee il tragitto viene svolto da un autonoleggiatore privato), AB (solo nei giorni festivi).
- Alto Garda: dal numero 1 al 3. Quest'ultima viene svolta da autobus extraurbani e non dai soliti autobus urbani.
- Pergine Valsugana: dal numero 1 all'8.

Le linee urbane che possiedono il suffisso "/" sono linee che seguono un percorso leggermente modificato.
A partire dal 1 maggio 2020, la linea A e B non transitano più per il centro storico a causa del COVID-19 e la linea B viene abolita. Il vecchio percorso è stato definitivamente dismesso anche per motivi di sicurezza.

## Loghi

Logo di Atesina
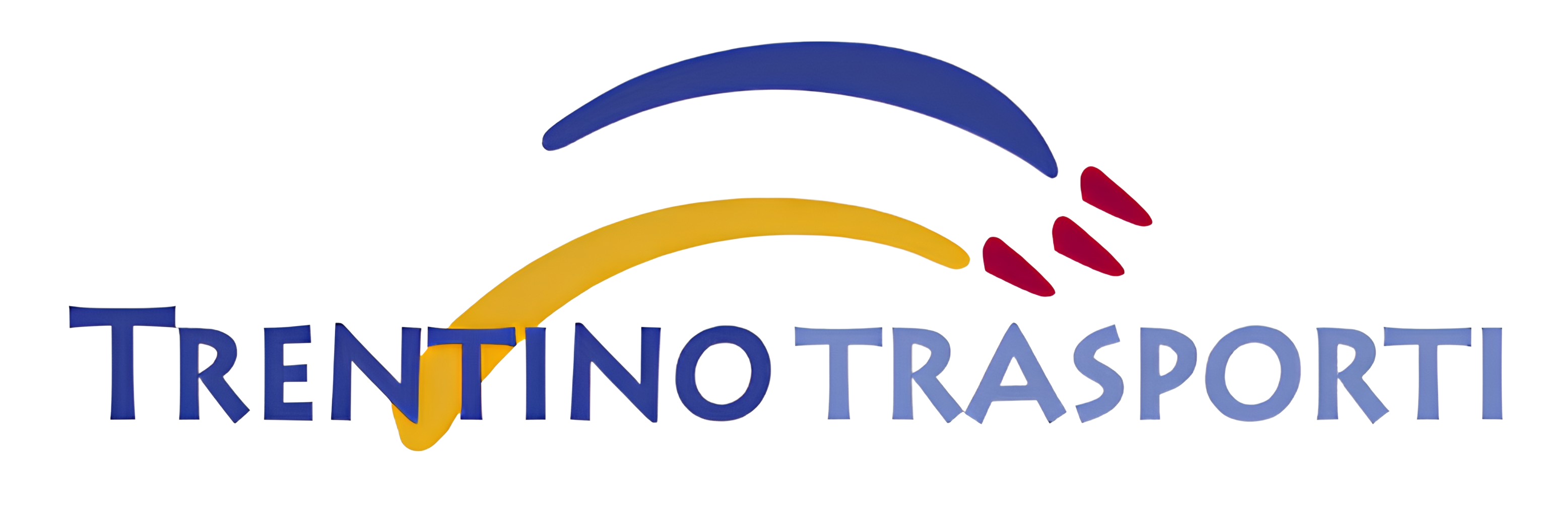
Logo Trentino Trasporti 2002-2018
Logo Trentino Trasporti dal 2018